# 更岸站

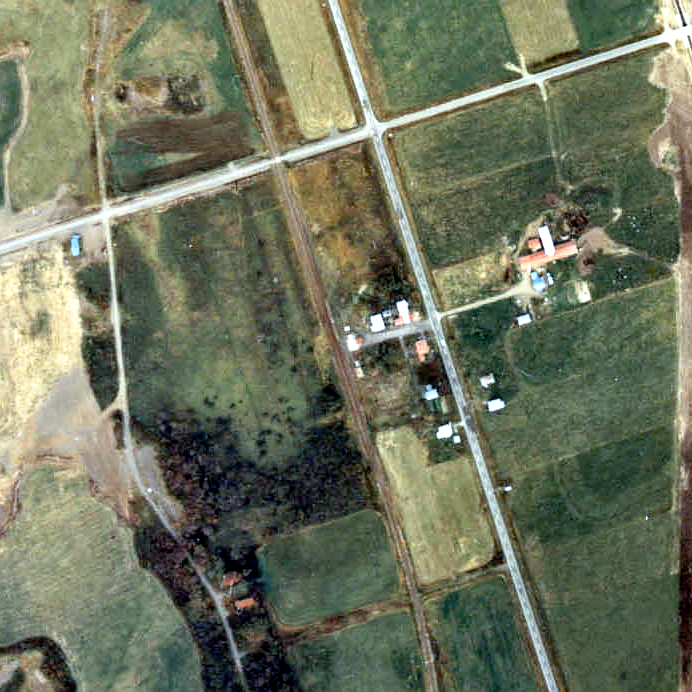
1977年的更岸站與方圓約500米範圍。上方為幌延方向。靠近幌延一方設有單式月台。靠近羽幌一方設有貨物月台和引込線的遺蹟。更岸地區靠近海邊的地方名為濱更岸。與丸松站一樣，周邊為奶農地帶，站前只有一些民居。右邊並行往北延伸的道路是翻新前的國道232號。另外，在1948年的美軍航空相片中，可看見車站大樓北邊堆放了許多木材。

更岸站（日语：／ Sarakishi eki */?）是位於北海道天鹽郡天鹽町字南更岸，日本國有鐵道（國鐵）的羽幌線車站（廢站）。隨著羽幌線廢線，車站在1987年（昭和62年）3月30日廢除。
部分普通列車通過此站。在1986年（昭和61年）11月1日的時間表中（廢除時的時間表），上下各有1班（急行「羽幌」後継繼停靠主要車站的列車）列車通過此站）。

## 歷史
- 1936年（昭和11年）10月23日 - 鐵道省天鹽線天鹽站至遠別站之間開通，此站啟用[1]。當時為一般車站[1]。
- 1949年（昭和24年）6月1日 - 日本國有鐵道成立，成為日本國有鐵道車站。
- 1958年（昭和33年）10月18日 - 天鹽線編入羽幌線，羽幌線全線開通，成為羽幌線的車站。
- 1970年（昭和45年）9月7日 - 結束處理貨物和行李[1]，同時成為無人車站（簡易委託化，委托站前商店發售車票）[3]。
- 1987年（昭和62年）3月30日 - 羽幌線全線廢除，此站也廢除。

## 車站構造
截至車站廢除前，車站是一座地面車站，設有1面1線的單式月台。月台位於路軌東邊（幌延方向的列車會開啟右邊車門）。
此站是無人車站（簡易委託站）。在有人車站的時代曾經把車站大樓翻新，與力晝站屬於同款式，都是膠囊車站大樓。車站大樓位於站內南邊，鄰接月台。

## 站名的由來
車站名稱取自地名。地名的來源有兩種說法，在1973年（昭和48年）由國鐵北海道總局發行的《北海道　駅名の起源》，地名取自阿伊努語的「サㇽキウㇱト（sarki-us-to）」，其意思是蘆葦、集群、沼澤。在本田貢編著的《北海道　地名漢字解》（1995年）中，地名取自阿伊努語的「サㇽケㇱ（sar-kes）」，其意思是濕地的末端。

## 車站周邊
- 國道232號（日语：国道232号）（天賣國道/日本海奧羅龍線（日语：日本海オロロンライン））

## 現況
車站大樓與站內設施已經撤走。截至2001年（平成13年），只剩下前往站前的道路。截至2010年（平成22年）也是同樣。車站內已經沒有任何痕蹟，變成一片草地。

## 相鄰車站
日本國有鐵道
羽幌線
丸松－更岸－（干拓臨時乘降場）－天鹽
曾經此站與丸松站之間設有北里臨時乘降場，在1956年（昭和31年）5月1日啟用，在1970年（昭和45年）9月7日廢除。

## 注腳
1. 1 2 3 4 5  石野哲（編）. . JTB. 1998: 873. ISBN 978-4-533-02980-6 （日语）.
2. ↑  時刻表《JNR編集 時刻表 1987年4月号》（弘濟出版社，1987年4月發行）JR新聞13頁。
3. 1 2 3  書籍《国鉄全線各駅停車1 北海道690駅》（小學館，1983年7月發行）203頁。
4. 1 2  書籍《北海道の鉄道廃線跡》（著：本久公洋，北海道新聞社，2011年9月發行）220頁。
5. ↑   第1版. 札幌市: 日本国有鉄道北海道総局. 1973-3-25: 110. ASIN B000J9RBUY （日语）.
6. ↑  本多 貢. 児玉 芳明 , 编. . 札幌市: 北海道新聞社. 1995-01-25: 74  [2018-10-16]. ISBN 4893637606. OCLC 40491505 （日语）.
7. ↑  書籍《鉄道廃線跡を歩くVIII》（JTB出版，2001年8月發行）38頁。
8. ↑  書籍《新 鉄道廃線跡を歩く1 北海道・北東北編》（JTB出版，2010年4月發行）45-46頁。

## 外部連結
- 羽幌線廢線跡調査 （页面存档备份，存于）（日語）